# Alt Hastedter Kirche
Die  Alt Hastedter Kirche in Bremen, Stadtteil Östliche Vorstadt, Ortsteil Hulsberg, Bennigsenstraße Nr. 7 / Bismarckstraße, entstand 1862 nach Plänen von Wilhelm Weyhe. Dieses Gebäude steht seit 1996 unter Bremer Denkmalschutz.

## Geschichte

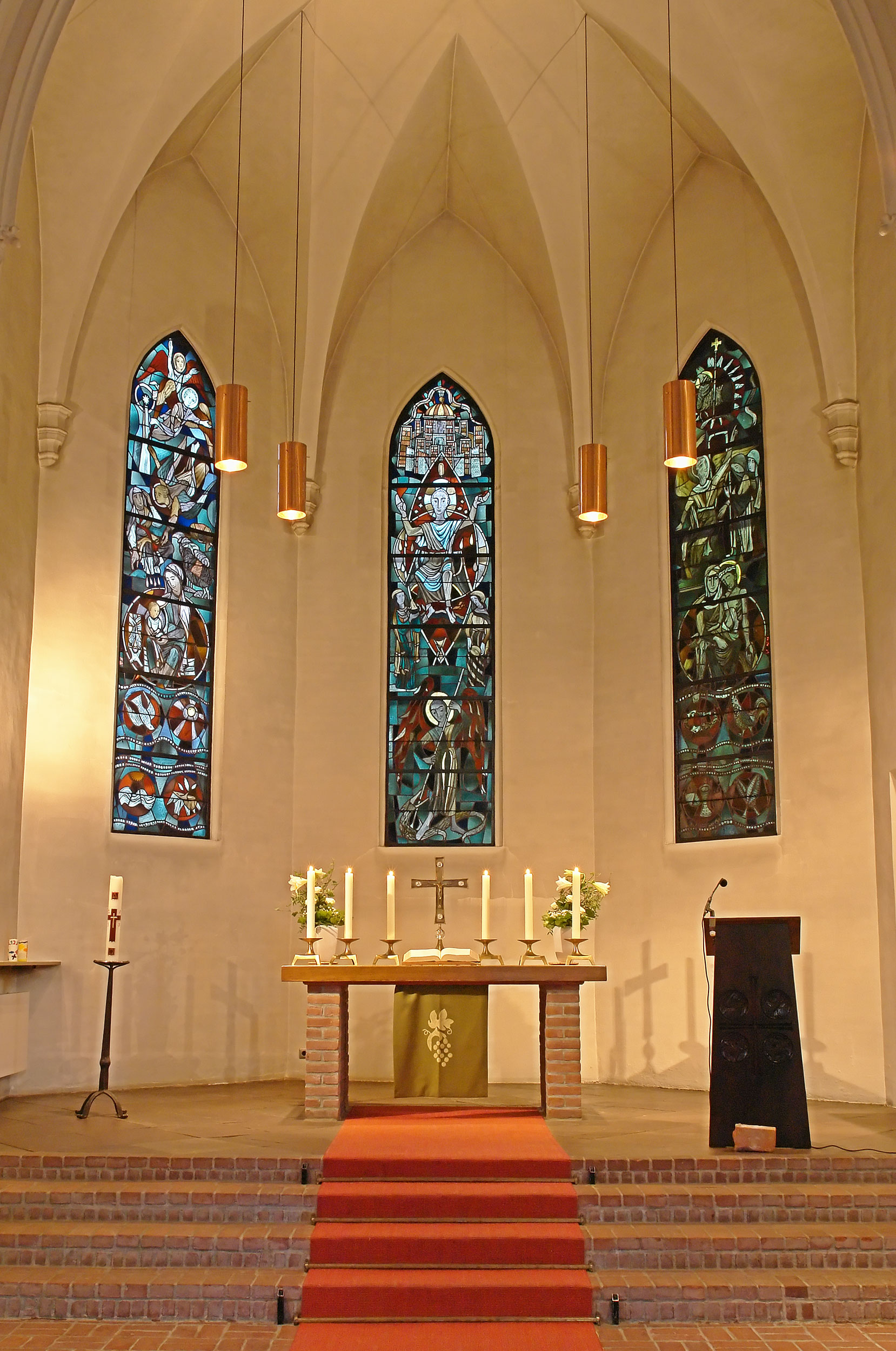
Westlicher Chor mit Altar und drei Kirchenfenster

1862 wurde der Hastedter Kirchenbauverein gegründet. Die evangelische, neugotische, einschiffige Kirche wurde im selben Jahr eingeweiht, während die selbstständige Evangelische Kirchengemeinde Hastedt erst 1867 gegründet wurde. Der mittige Turm im Osten mit seinem spitzen, achteckigen Turmhelm hat eine Höhe von 29 m. Der Altar steht im Chor mit Fünfachtelschluss an der Westseite.
Erster Pfarrer war seit 1868 Ernst Christian Achelis; später Professor für Praktische Theologie an der Philipps-Universität Marburg. Sein Sohn Hans Achelis, ebenfalls Professor der Theologie, wurde in Hastedt geboren.
Westliche Gebiete von Hastedt wurden 1902 nach Bremen zum Ortsteil Hulsberg eingemeindet. Die Kirche gehört deshalb zum 1951 gebildeten Stadtteil Östliche Vorstadt. 1926 fand eine Sanierung der Kirche statt. Sie wurde im Zweiten Weltkrieg beschädigt. Bei der Wiederherstellung sind die Bemalungen von 1926 verloren gegangen.
1951 kam der Taufstock vom Bremer Bildhauer Klaus Bücking hinzu, 1951 und 1953 zwei Glocken und 1962 ein neues Gestühl.

## Orgel

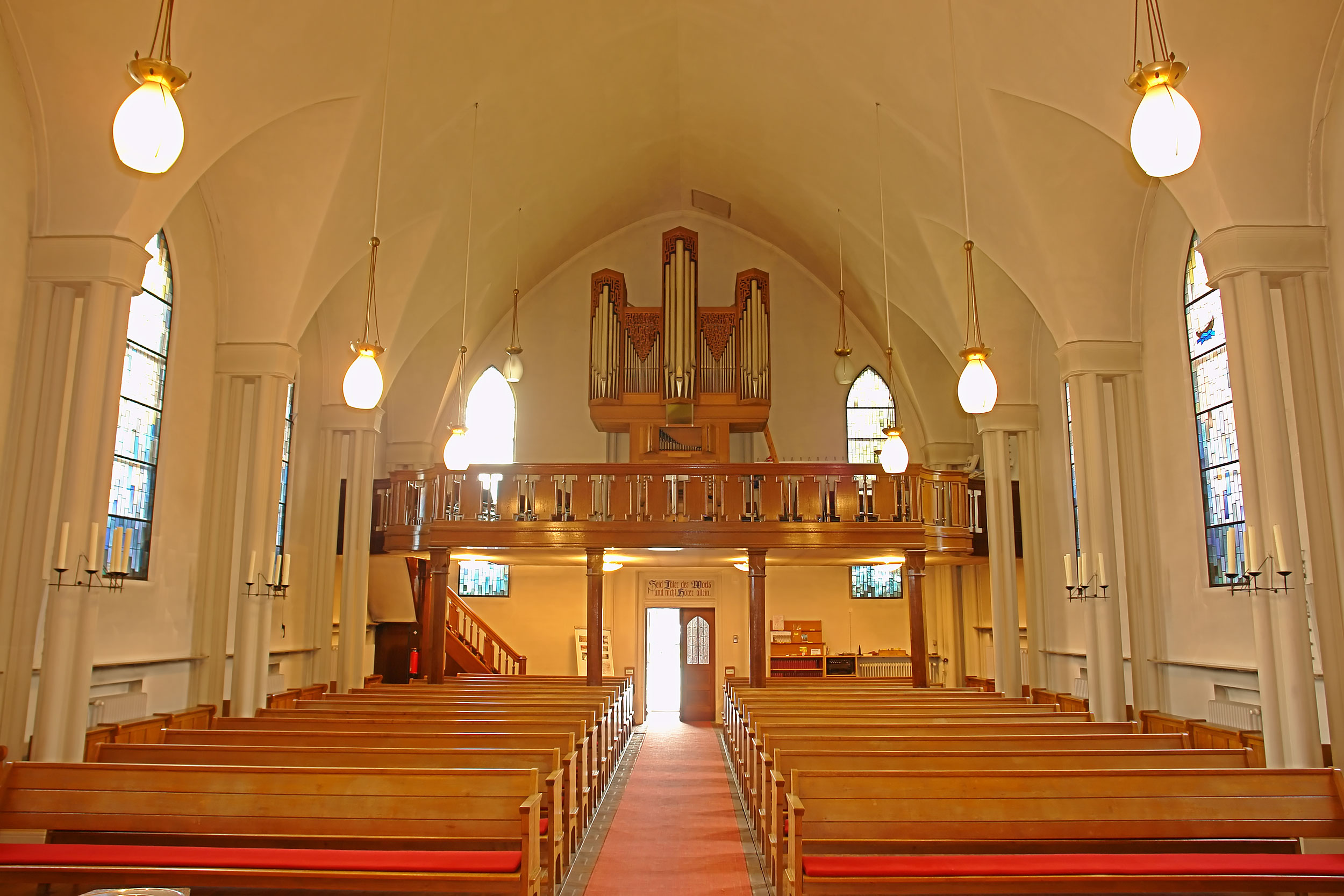
Blick auf die Orgelempore

Rudolf Janke aus Bovenden baute 1973 eine neue Orgel. Das Instrument verfügt über mechanische Schleifladen und 23 klingende Register, die auf zwei Manuale und Pedal verteilt sind. Drei Spitztürme mit überhöhtem Mittelturm flankieren zwei niedrigere Pfeifenflachfelder. Die Disposition lautet wie folgt:
| I Hauptwerk C– |       |
| Prästant       | 8′    |
| Hohlflöte      | 8′    |
| Oktave         | 4′    |
| Flöte          | 4′    |
| Oktave         | 2′    |
| Quinte         | 1 ⁄3′ |
| Mixtur IV      |       |
| Trompete       | 8′    |

| II Brustwerk C– |        |
| Gedackt         | 8′     |
| Rohrflöte       | 4′     |
| Nasard          | 2 ⁄3′  |
| Prinzipal       | 2′     |
| Gedacktflöte    | 2′     |
| Terz            | 1 3⁄5′ |
| Zimbel II       |        |
| Vox Humana      | 8′     |

| Pedal C–   |     |
| Subbaß     | 16′ |
| Prinzipal  | 8′  |
| Hohlflöte  | 8′  |
| Oktave     | 4′  |
| Oktave     | 2′  |
| Mixtur III |     |
| Posaune    | 16′ |

- Koppeln: II/I, I/P, II/P
- Nebenregister: Tremulant

## Kirchgemeinde
Die Gemeinde besteht bis heute und nennt sich Kirchengemeinde Alt-Hastedt. Sie hat Senioren-, Frauen-, Jugend- und Kinderkreise, je einen Posaunen-, Kirchen- und Kinderchor sowie weitere Musikangebote.